# Grupa acetylowa

Grupa acetylowa

Acetylocysteina – lek przeciwkaszlowy, acetylowa pochodna naturalnego aminokwasu cysteiny

Grupa acetylowa, acetyl, Ac, −COMe (z łac. acetum – ocet i stgr. hýlē – materia) – rodzaj grupy funkcyjnej typu acylowego wywodzącej się z kwasu octowego. Zawiera ugrupowanie CH
3−C(O)−. Występuje w pochodnych tego kwasu, np. chlorku acetylu (AcCl), bezwodniku octowym (Ac
2O), estrach octanowych (AcOR), amidach (AcNRR′), np. w acetamidzie (AcNH
2), acetanilidzie (AcNHPh) oraz w wielu innych związkach.
Występuje naturalnie w wielu związkach organicznych (np. acetylokoenzym A jest acetylową pochodną koenzymu A, a acetylocholina jest acetylową pochodną choliny). Syntetyczną modyfikacją acetylową związku naturalnego jest np. silnie uzależniający narkotyk heroina, czyli acetylowana morfina. Z kolei octan celulozy, czyli acetyloceluloza, jest półsyntetycznym polimerem wytwarzanym przez acetylowanie celulozy.
W syntezie organicznej stosowana jest m.in. jako grupa ochronna dla grup aminowych i hydroksylowych.